# آر-تايب كوماند
آر-تايب كوماند (بالإنجليزية: R-Type Command)‏، وتسمى في اليابان: آر-تايب تاكتكس (R-Type Tactics)، هي لعبة فيديو يابانية من نوع إطلاق النيران الكثيفة، وهي من تطوير ونشر إريم، صدرت اللعبة في الأسواق سنة 2007، وتعمل حصرياً لجهاز بلاي ستيشن بورتبل، وهي الجزء الأول من السلسلة الفرعية للعبة آر-تايب، وفي سنة 2009 تم إصدار لعبة آر-تايب تاكتكس 2: أوبريشن بيتر شوكوليت.